# نيكولاس واتسون (صحفي)
نيكولاس واتسون (بالإنجليزية: Nicholas Watson)‏ هو ناقد أدبي وصحفي ومؤرخ أمريكي، ولد في 15 يونيو 1959.